# Seliștea, Mehedinți
Seliștea este un sat în comuna Isverna din județul Mehedinți, Oltenia, România.

## Vezi și
- Biserica de lemn din Seliștea, Mehedinți

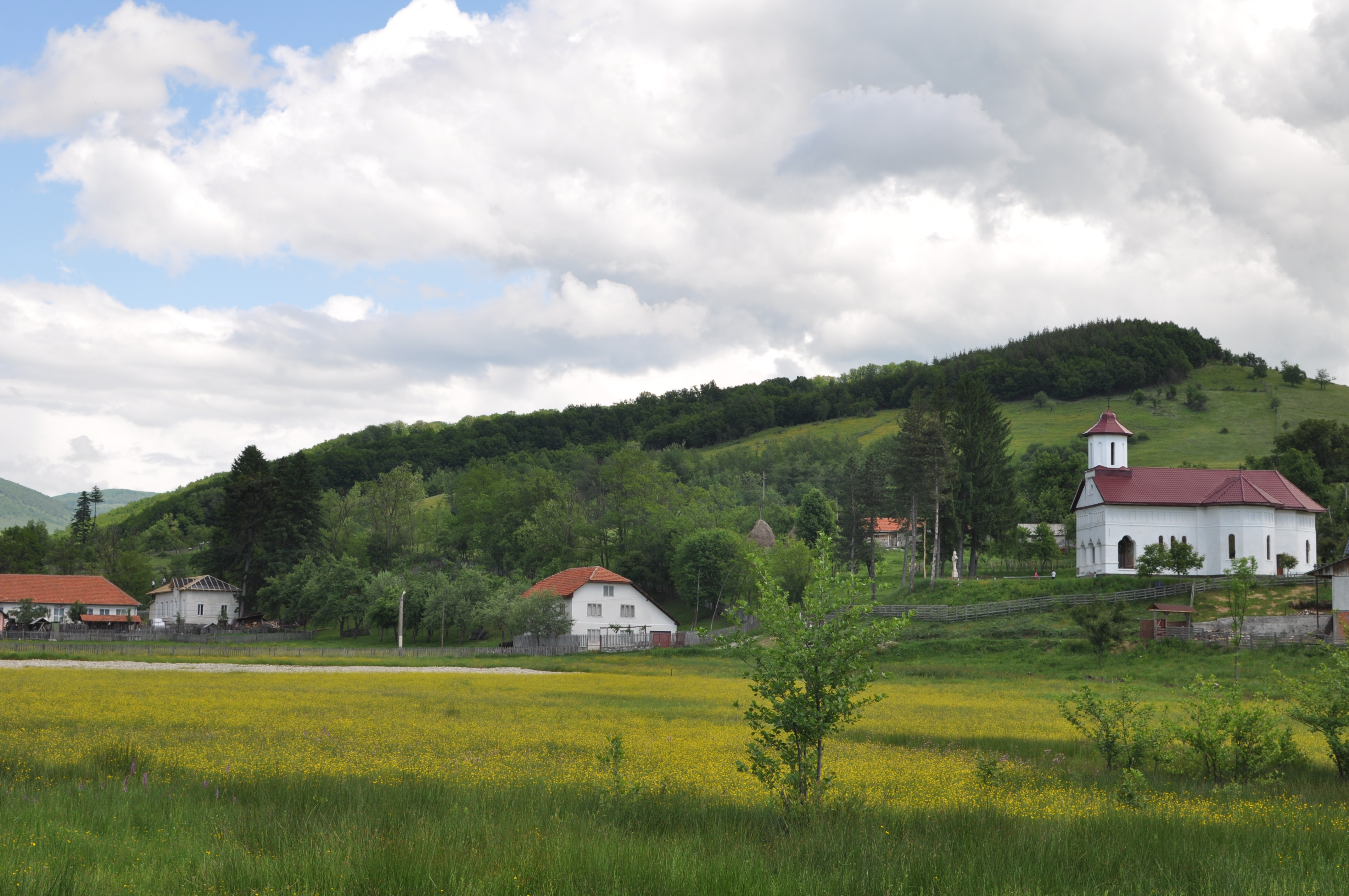
Seliștea, Mehedinți